# Dendrobranchiata
Die Dendrobranchiata bilden eine Unterordnung der Zehnfußkrebse. Sie umfasst etwa 500 Arten, unter ihnen einige wirtschaftlich bedeutsame Zuchtgarnelen.

## Beschreibung
Wie bei allen Zehnfußkrebsen ist der seitlich abgeflachte Körper gegliedert in die beiden Tagmata Cephalothorax und Abdomen. Der den Cephalothorax bedeckende Carapax ist ein wichtiges Unterscheidungsmerkmal der Familien innerhalb der Dendrobranchiata. So besitzt etwa der Carapax in der Familie der  Solenoceridae einen in dieser Unterordnung einmaligen Dorn knapp hinter den gestielten Augen. Vorne endet der Carapax im sogenannten Rostrum, der innerhalb dieser Unterordnung sehr variable Längen aufweisen kann.
Das Abdomen ist in den meisten Fällen länger oder etwa genauso lang wie der Cephalothorax. Die Pleura (seitlichen Fortsätze) des zweiten Segments (Somits) überlappen nicht die des ersten. Dies unterscheidet die Arten der Dendrobranchiata von den Garnelen der Caridea.
Die Dendrobranchiata besitzen an den ersten drei Schreitbeinen (Pereiopoden) Scheren. Exopoditen fehlen (Sicyoniidae, Sergestidae, Luciferidae), sind reduziert (Hymenopenaeus sp.), oder vorhanden. Die Schwimmbeine (Pleopoden) sind in der Familie der Sicyoniidae eingliedrig, in den restlichen Familien zweigliedrig. Das hinterste, zu Uropoden geformte Schwimmbeinpaar besitzt im Gegensatz zu vielen anderen Zehnfußkrebsen keine Diaeresis.
Charakteristisch für die Dendrobranchiata sind die namensgebenden Kiemen, die wie bei einem Baum verzweigt sind (griechisch „dendro“ Baum, „branchia“ Kiemen).

## Fortpflanzung und Lebenszyklus
Die Begattung erfolgt meist nach einer Häutung des Weibchens, in der Nacht oder bei Sonnenuntergang. Balz und Paarung kann bis zu drei Stunden andauern. Das Laichen erfolgt ebenfalls nachts, einmal in einem Häutungszyklus oder mehrmals. Mit Ausnahme der Luciferidae betreiben die Weibchen keine Brutfürsorge, die Eier werden direkt abgeworfen.
Bereits in den ersten 24 Stunden schlüpfen die Nauplien, welche im Gegensatz zur Schwestergruppe der Pleocyemata frei schwimmend sind. Sie können nicht fressen und durchlaufen in 68 Stunden 5 bis 8 Nauplius-Stadien. Diese enden, wenn die ersten beiden Maxillipeden sowie ein Carapax entwickelt sind und der Telson zweigliedrig wird. Über die folgenden 5 bis 6 Zoea-Stadien entwickelt sich die Larve schließlich zur sogenannten Post-Larve, die sich erstmals mittels Schimmbeinen fortbewegt. Mit diesem Stadium werden auch erstmals die Scheren an den ersten drei Beinpaaren funktional. Über einige weitere Häutungen wird Adoleszenz erreicht.

## Verbreitung und Lebensraum
Verbreitet sind die Dendrobranchiata weltweit in Meerestiefen von 200 bis 2000 Meter; hauptsächlich zwischen den Breitengraden 40°N und 40°S. Einige Arten der Sergestidae leben in Süßwasser.
Mit Ausnahme der planktischen Luciferidae sind die Dendrobranchiata Lebewesen des Benthos. Sie ernähren sich omnivor. So werden etwa Pfeilwürmer, Ostrakoden, Ruderfußkrebse, diverse Weichtiere und auch Detritus gefressen.

## Systematik
Die Dendrobranchiata werden unterteilt in zwei Überfamilien und sieben rezente Familien:
- Penaeoidea Rafinesque, 1815
  - Aristeidae Wood-Mason & Alcock, 1891
  - Benthesicymidae Wood-Mason & Alcock, 1891
  - Penaeidae Rafinesque, 1815
  - Sicyoniidae Ortmann, 1898
  - Solenoceridae Wood-Mason & Alcock, 1891
- Sergestoidea Dana, 1852
  - Luciferidae De Haan, 1849
  - Sergestidae Dana, 1852